# Jacques Hublot
Pour les articles homonymes, voir Hublot.
Jacques Hublot, né le 30 juin 1914 au Puy-Notre-Dame (Maine-et-Loire) et mort le 5 octobre 1989 à Neuilly-sur-Seine (Hauts-de-Seine), est un homme politique français.

## Biographie
On sait assez peu de choses sur Jacques Hublot, si ce n'est son état civil.
Il est désigné pour siéger au Sénat de la Communauté,,.